# Liana Txurilova
Liana Txurilova (rus: Лиана Евгеньевна Чурилова)  (Perm, 25 d'abril de 1991) és una ballarina professional que viu a Nova York. És l'actual campiona del World American Rhythm, amb la seva parella, Emmanuel Pierre-Antoine.
També van ser presentats a la ABC's The View (14è Halloween anual "Transported in Time" extravaganza), i a l'ABC Dancing with the Stars (Tribute a Haití 10a temporada).
Originària de Perm, Rússia, Liana va començar a ballar a l'edat de 6 anys i després a 11 anys es va traslladar a Sant Petersburg, Rússia. Als 17 anys va decidir traslladar-se a Amèrica i es va associar amb Emmanuel Pierre-Antoine. El 2013 Liana i Emmanuel es van convertir en Campions del Rhythm World Professional American.

## Assoliments
• 2 vegades campiona del World Professional American Rhythm
• Campiona de l'U.S. National American Rhythm.
• Campiona del món de Salsa.
• Campió de la Joventut de Sant Petersburg
• Guanyadora del Ballroom Challenge dels Estats Units